# Thomas Fraser-Holmes
Thomas Fraser-Holmes, né le 9 octobre 1991 à Newcastle, est un nageur australien. 
Triple champion aux Jeux du Commonwealth, il y a remporté l'or au 4 × 200 mètres nage libre en 2010, et au 200 mètres nage libre individuel ainsi qu'au 4 × 200 mètres libre en 2014. Il a également été finaliste au 200 mètres nage libre et au 400 mètres quatre nages aux Jeux olympiques d'été de 2012. Il détient le record d'Océanie du 400 mètres quatre nages : 4 min 10 s 14, établi en mars 2013 à Adélaïde en Australie.
Aux championnats pan-pacifiques 2014, il gagne la médaille d'or sur le 200 mètres nage libre.
Il est médaillé de bronze aux championnats du monde 2015 au relais 4 × 200 mètres nage libre.
Thomas Fraser-Holmes a été banni pendant 12 mois par la FINA pour trois contrôles de dopage manqués en 2017[réf. nécessaire].

## Palmarès

### Championnats du monde

#### Grand bassin
- Championnats du monde 2015 à Kazan :
  -  Médaille de bronze du relais 4 × 200 m nage libre
- Championnats du monde 2019 à Gwangju :
  -  Médaille d'or du relais 4 × 200 m nage libre (participe uniquement aux séries)